# تشيزاري برونيتي
تشيزاري برونيتي (بالإيطالية: Cesare Brunetti)‏ (2 مارس 1920 ميلانو إيطاليا - ) هو لاعب كرة قدم إيطالي، يلعب كلاعب وسط.

## مسيرته

### مسيرته مع الأندية
- 1945 - 1948 لعب مع نادي لاتسيو 47 مباراة سجل خلالها هدفين.
- 1948 - 1951 لعب مع نادي ريميني 86 مباراة سجل خلالها 17 هدف.